# Matamargó
Matamargó es una entidad de población española del municipio de Pinós, perteneciente a la provincia de Lérida, en la comunidad autónoma de Cataluña.

## Historia
Hacia mediados del siglo XIX, el lugar, ya por entonces perteneciente a Pinós y que incluía el lugar de Malagarriga y el conocido como la «cuadra de Santa María dels Horts», tenía contabilizada una población de sesenta habitantes. Aparece descrito en el undécimo volumen del Diccionario geográfico-estadístico-histórico de España y sus posesiones de Ultramar de Pascual Madoz con las siguientes palabras:

MATAMARGO, CUADRA DE SANTA MARIA DELS HORTS Y MALAGARRIGA: l. dependiente del distrito municipal de Pinos en la prov. de Lérida (13 leg.) part. jud. y dióc. de Solsona (4), aud. terr. y c. g. de Barcelona (13): la pobl. se halla dispersa por el térm. compuesta de 9 casas de campo de buena construccion y cómodas, sit. entre montañas y barrancos: el clima es templado, propenso solo á dolores de costado; vientos del O.; hay tambien igl. parr. dedicada á San Pedro, de la cual depende como anejo la igl. de Sangrá: el curato de segundo ascenso lo sirve como un cura párroco de nombramiento del diocesano; próximo á la casa del cura se halla el cementerio hácia el N., bien ventilado. Confina el térm. por el N. con el de Bergus; E. el de Saló; S. el de Molsosa, y O. el de Pinos; dentro del mismo existen las cuadras de Malagarriga y Santa Maria dels Horts, junto á la cual hay una ermita del mismo nombre, sit. á 1/4 de hora de la casa del curato, debajo de dos montañas: abunda el term. de montes, llamados de las Guinarderes, poblados de pinos, muchos romeros y otras matas que llaman en el pais bocera. El terreno es montañoso y cubierto de mucho bosque: le baña un riach. llamado la Ribera de Matamargó, que tiene su origen debajo del pueblo de Sú, y pasando con direccion de O. á E. junto á este pueblo y el Saló, se une al r. Cardener. caminos: uno de herradura que conduce desde Calaf á Cardona, en mal estado y la carretera que dirige á Pinos, bien conservada: la correspondencia se recibe de la adm. de Cardona, por un peaton que la recoge. prod.: trigo, centeno, cebada, escaña, vino y aceite; cria ganado lanar y caza de conejos en abundancia y regular de perdices. ind. agrícola y 3 molinos harineros. pobl.: 12 vec., 60 alm. riqueza imp. 32,482 rs. cont. el 14'48 por 100 de esta riqueza.
(Madoz, 1848, p. 295)

En 2022, la entidad singular de población tenía empadronados cuarenta habitantes.